# Arterhaltung
Das Konzept der Arterhaltung ist eine biologische Hypothese, nach der Individuen einer Art mit einer Anlage oder einem „Trieb“ ausgestattet seien, die sie veranlassen würden, ihr Verhalten am Interesse ihrer Art auszurichten, um deren Wohlergehen und damit letztlich ihre Existenz zu fördern und zu sichern. Das Konzept stammt aus der antiken Philosophie, galt in der mittelalterlichen Scholastik als gesichertes Wissen und wurde in die moderne Evolutionstheorie übernommen. Mit dem Aufkommen und dem Erfolg der Synthetischen Evolutionstheorie seit den 1940er Jahren geriet das vorher selten hinterfragte Konzept in Zweifel und gilt seit dem Aufkommen der Theorie der Verwandtenselektion seit Ende der 1960er Jahre als wissenschaftlich überholt.

## Ursprünge
Die griechischen Philosophen der Antike dachten bereits darüber nach, wie Lebewesen ihre Existenz erhalten können. Neben dem sinnfälligen und zweckmäßigen Bau ihres Körpers schienen ihnen dafür angeborene Triebe eine Erklärung. Der Sokrates-Schüler Xenophon sagte schon im 4. Jahrhundert vor Christus „Daß den Lebewesen der Trieb nach Nachkommenschaft, den Müttern der Trieb zur Aufzucht der Jungen und diesen selber heiße Begierde nach Leben und große Furcht vor dem Tod eingegeben wurden - all das scheinen doch die zweckmäßigen Einrichtungen einer Macht zu sein, welche planmäßig die Existenz von Lebewesen ermöglichte.“ In den Werken von Platon und Aristoteles handelt es sich um Auswirkungen der „begehrenden Seele“ bzw. „Nährseele“, des niedersten der drei Seelenteile. Die Gegenüberstellung von zwei Prinzipien, des Prinzips der Selbsterhaltung und des Prinzips der Arterhaltung, das nicht der direkten Selbsterhaltung dienende, aber notwendige Triebe wie etwa den Fortpflanzungstrieb oder die Mutterliebe umfasse, war beinahe Allgemeingut der antiken Philosophie und wurde in der Schule der Stoa formalisiert. Das antike Gedankengut wurde im Mittelalter rezipiert und fortentwickelt. Der Gegensatz Selbsterhaltung („conservatio sui“ oder „conservatio individui“) und Arterhaltung („conservatio speciei“) ist ein gängiger Topos in der scholastischen Literatur. Der immens einflussreiche Theologe Thomas von Aquin postuliert in seinem Hauptwerk Summa theologica eine universell beobachtbare Tendenz alles Lebendigen zur Selbsterhaltung und zur Arterhaltung, aus der sich ein natürliches Recht darauf ergebe, weil dies vom Schöpfer selbst angelegt und so gewollt sei. Allerdings sollen Menschen, anders als Tiere, diese Triebe durch ihre Vernunft und Tugenden wie die Mäßigung (temperantia) im Zaum halten. Albertus Magnus ordnet die Arterhaltung der Selbsterhaltung über, er erklärt mit ihrer hohen Stellung das hohe Lustgefühl, das mit der Fortpflanzung verbunden sei. Dieser Dualismus aus Selbsterhaltung und Arterhaltung galt als gesichertes Wissen, das auch von Denkern der Aufklärung  und der frühen Neuzeit wie Bernard Mandeville oder Gottfried Wilhelm Leibniz aufgenommen und weiter tradiert wurde. Immanuel Kant unterscheidet in seinen anthropologischen Schriften drei Triebe: Selbsterhaltung,
Fortpflanzung der Art und den Trieb zur Gemeinschaft, in Bezug auf die Naturzwecke schreibt er den alten Dualismus fort („So wie die Liebe zum Leben von der Natur zur Erhaltung der Person, so ist die Liebe zum Geschlecht von ihr zur Erhaltung der Art bestimmt“). In der in dieser Zeit neu entstehenden Wissenschaft der Biologie findet sich der Terminus Arterhaltung vermutlich zum ersten Mal im Jahr 1834 in einer Schrift des Botanikers Johann Wilhelm Peter Hübener. Der zu seiner Zeit sehr einflussreiche Georg Heinrich Schneider erklärt den Arterhaltungstrieb in seinem Werk Der thierische Wille (1880) zu einem der Grundantriebe des Verhaltens und begründet damit eine besondere Popularität in Deutschland. Noch in den 1920er Jahren werden von nicht-biologischen Autoren wie dem Soziologen Franz Oppenheimer der Trieb der Selbsterhaltung und der Arterhaltung als die „finalen Grundtriebe“ des Menschen angeführt.

## Das Konzept der Arterhaltung in der Evolutionsbiologie
Der Begründer der Evolutionstheorie, Charles Darwin, hat sich in seinem Werk etwas zweideutig und missverständlich zur Arterhaltung als Prinzip oder Antrieb geäußert. In Die Abstammung des Menschen und die geschlechtliche Zuchtwahl (The descent of Man) äußerst er sich darüber, dass die angeborenen sozialen Instinkte vom Menschen, wie im Tierreich, für das Wohl der Gemeinschaft gegenüber dem Interesse des einzelnen Individuums erworben worden seien. Er zieht dies vor allem auch als Erklärung für die Evolution der Sozialen Insekten heran, die er als eines der schwierigsten Probleme für seine Theorie einschätzte. Damit begründete er ein Konzept, das später Gruppenselektion genannt wurde. Im Gegensatz zu seinem Hauptwerk Über die Entstehung der Arten legte Darwin hier Wert darauf, zu betonen, dass auch Altruismus und die noblen moralischen Anlagen der Menschheit durch natürliche Evolution entstanden sein können. Damit wollte er sich auch vom zweiten Theoriebegründer Alfred Russel Wallace absetzen. Da ein Trieb zur Arterhaltung anderen Individuen derselben Art zugutekommen würde, handelt es sich um einen Spezialfall der Gruppenselektion, wobei die begünstigte Gruppe hier die ganze Art wäre. Durch die Werke  der Zoologen und Genetiker J. B. S. Haldane 1932 und  William D. Hamilton 1964 wurde für solches Verhalten, das ausschließlich anderen Individuen zugutekommt, der ursprünglich moralphilosophische Terminus Altruismus übernommen.
Die Begründer der synthetischen Evolutionstheorie in den 1930er und 1940er Jahren hielten die Evolution altruistischen Verhaltens durch Gruppenselektion in eng begrenzten Spezialfällen für möglich (z. B. Ronald Aylmer Fisher 1930 für die Warnfärbung giftiger Insekten, die ja nur anderen Individuen als dem gerade gefressenen zugutekommen kann). Durch ihre Betonung der Gene und der Genetik lenkten sie aber den Fokus des Interesses weg von der Art und hin zur Population als Einheit der Evolution (Populationsgenetik), so dass Konzepte zur Erhaltung der Art keine Plausibilität mehr besaßen, da für ihre Ausbildung kein Mechanismus angegeben werden kann.
Nachdem innerhalb der Evolutionstheorie das Konzept der Gruppenselektion durch Vero Wynne-Edwards noch einmal weiter ausgearbeitet worden war, gelten Erklärungen der Evolution altruistischen Verhaltens zum Wohle der Art (oder einer anderen Gruppe) durch klassische gruppenselektive Maßnahmen in der Evolutionstheorie seit dem Werk von Forschern William D. Hamilton 1964, auf das später andere wie Robert Trivers aufbauten, als überholt. George C. Williams wies in seinem äußerst einflussreichen Werk  Adaptation and Natural Selection 1966 Erklärungen von Adaptationen „zum Wohle der Art“ auch ganz explizit zurück. Die klassische Alternative wurde die vor allem durch William D. Hamilton begründete und später durch Edward O. Wilson und Richard Dawkins auch für ein nicht-fachliches Publikum popularisierte Theorie der Verwandtenselektion (kin selection). Auch wenn es über die Verwandtenselektion später erneut zu wissenschaftlichen Kontroversen gekommen ist, wurde dabei ein Konzept der Arterhaltung niemals wieder ernsthaft in Betracht gezogen.

## Arterhaltung in der klassischen Verhaltensforschung
Außerhalb der engeren Evolutionsbiologie hielten aber die Begründer der Ethologie oder vergleichenden Verhaltensforscher wie Konrad Lorenz und Nikolaas Tinbergen die klassische Ansicht der Evolution von Verhaltensweisen zum Wohle der Art allerdings noch bis in die 1960er Jahre aufrecht. Für sie stand die evolutionäre Anpassung (Adaptation) des arteigenen Verhaltens im Zentrum des Interesses, die sie, ähnlich den klassischen Argumenten für die Anpassung des Körperbaus, als einheitlich und typisch für die jeweilige Art auffassten.
Als ein bedeutender Vertreter des Konzeptes der Arterhaltung gilt Konrad Lorenz, der zeitlebens daran festhielt, obwohl ihm die Schwachpunkte des Konzeptes bekannt waren. Auch der Zoologe Bernhard Grzimek hat dieses Konzept zeitlebens vertreten und in zahlreichen Publikationen als Erklärung für soziale und kooperative Verhaltensweisen herangezogen. In deutschen Schulbüchern ist es seit etwa Mitte der 1990er Jahre in den Hintergrund getreten.
Neben Lorenz wurde das Konzept im Rahmen der Erklärung von Verhalten in damals weit verbreiteten populären Schriften etwa von Desmond Morris und Robert Ardrey, auf das menschliche Verhalten bezogen, außerhalb der Fachdebatte popularisiert.
Im Rahmen der klassischen Verhaltensforschung rätselhafte und paradox erscheinende Verhaltensweisen wie der Infantizid durch Männchen bei manchen sozial lebenden Säugetieren wie Pavianen oder Löwen sind durch die Theorie der Verwandtenselektion zwanglos erklärbar. Übernimmt zum Beispiel ein Löwenmännchen als dominantes Männchen ein aus Weibchen und deren Nachkommen bestehendes Rudel durch Vertreiben seines Vorgängers, kann es selbst mehr Nachkommen produzieren, wenn es zuvor die Nachkommen seines Vorgängers getötet hat, da dann die Weibchen früher wieder trächtig werden. Damit kann sich ein solches Verhalten der Männchen in der Population durchsetzen, wenn es genetisch determiniert ist, obwohl es für das Wohl der Art nachteilig ist.

## Arterhaltung und nationalsozialistische Ideologie
Der Ausdruck Arterhaltung findet sich als Phrase in Hitlers Propagandaschrift Mein Kampf, wo er im Abschnitt Staat und Wirtschaft einmal über einen „Trieb der Arterhaltung“ als „die erste Ursache zur Bildung menschlicher Gemeinschaften“ redet, so dass der „Erhaltungswillen der Art und Rasse“ den Staat aufbaue. Die Nationalsozialisten wie auch Hitler persönlich waren aber im Grunde desinteressiert an der Evolutionstheorie, lediglich Darwins Selektionstheorie, vergröbert zum „Kampf ums Dasein“, nahmen sie gern für ihre sozialdarwinistischen Ansichten in Anspruch. Evolutionsbiologen im Dritten Reich waren teilweise Unterstützer und Anhänger der Nazis, insbesondere diejenigen mit Hintergrund in der Anthropologie. Auch der Partei sehr nahestehende Forscher wie Gerhard Heberer gehörten aber zu den frühen Unterstützern der synthetischen Evolutionstheorie, wenn sie auch meist zögerten, diese offen auf ideologisch aufgeladene Themen wie die „Rassenbiologie“ anzuwenden. Das Konzept der Arterhaltung spielte also, außer in der Propaganda und teilweise im Schulunterricht, keine große Rolle. Der einzige namhafte Theoretiker, der das Konzept der Arterhaltung tatsächlich auch wissenschaftlich vertreten hat, war Konrad Lorenz, der bekanntermaßen auch nach dem Krieg bis zu seinem Tode daran festhielt.

## Belege
1. ↑  Xenophon: Memorabilia. zitiert nach Urs Dierauer: Tier und Mensch im Denken der Antike: Studien zur Tierpsychologie, Anthropologie und Ethik. B. R. Grüner Verlag, Amsterdam 1977, ISBN 90-6032-050-6, S. 58.
2. 1 2 3  Georg Toepfer: Historisches Wörterbuch der Biologie. Geschichte und Theorie der biologischen Grundbegriffe. Band 1: Analogie – Ganzheit. J.B. Metzler, Stuttgart/Weimar 2011, ISBN 978-3-476-02319-3. Kapitel Arterhaltung, S. 132–140.
3. ↑  Maximilian Forschner: Thomas von Aquin. (= Beck´sche Reihe Denker). Verlag C. H. Beck, München 2006, ISBN 3-406-52840-6.
4. ↑  Mark E. Borrello: The rise, fall and resurrection of group selection. In: Endeavour. Band 29, Nr. 1,2005, S. 43–47. doi:10.1016/j.endeavour.2004.11.003
5. ↑  Piers J. Hale: Charles Darwin, sexual selection and the evolution of other-regarding ethics. In: BJHS Themes. Band 6, 2021, S. 157–177. doi:10.1017/bjt.2021.5
6. ↑  John B. S. Haldane: Causes of Evolution. Longmans, Green and Co., London/New York 1932, S. 210.
7. ↑  W. D. Hamilton: The genetical evolution of social behaviour. I und II. In: Journal of Theoretical Biology. Band 7, 1964, S. 1–52.
8. ↑  Helena Cronin: The Ant and the Peacock. Altruism and Sexual Selection from Darwin to Today. Cambridge University Press, 1991, S. 253–254.
9. ↑  S. A. Frank: Natural selection. VII. History and interpretation of kin selection theory. In: Journal of Evolutionary Biology. Band 26, 2013, S. 1151–1184. doi:10.1111/jeb.12131
10. ↑  Jean-Baptiste Grodwohl: Modeling Social Evolution, 1964–1973: Inclusive Fitness Meets Population Structure. In: Historical Studies in the Natural Sciences. Band 47, Nr. 1, 2017, S. 1–41. doi:10.1525/hsns.2017.47.1.1
11. ↑  George C. Williams: Adaptation and Natural Selection. Princeton University Press, 1996, ISBN 0-691-02615-7, S. 116.
12. ↑  Dietmar Zinner: Das sogenannte Böse - Von Konrad Lorenz zur heutigen verhaltensbiologischen Aggressionsforschung. In: Jörg-Martin Jehle (Hrsg.): Das sogenannte Böse: Das Verbrechen aus interdisziplinärer Perspektive. Nomos Verlagsgesellschaft, Baden-Baden 2020, ISBN 978-3-7489-2218-6, S. 63–88.
13. ↑  Timothy Shanahan: The Evolution of Darwinism. Cambridge University Press, 2004, ISBN 0-521-83413-9, S. 258–259.
14. ↑  Wolfgang Wickler: Prinzip Arterhaltung? In: Reisenotizen. 57 Episoden über Ansichten, Absichten und Hirngespinste. Springer, Heidelberg 2020, ISBN 978-3-662-61995-7, Kapitel 14.
15. ↑  Bei Darwin „struggle for existence“, der „Kampf“ geht auf die deutsche Übersetzung durch Heinrich Georg Bronn zurück, vgl. Rolf Löther: „Kampf ums Dasein“ vor, bei und nach Darwin. In: Deutsche Gesellschaft für Geschichte und Theorie der Biologie (Hrsg.): Annals of the History and Philosophy of Biology. Band 15, 2012, S. 173–194.
16. ↑  Thomas Junker, Uwe Hoßfeld: Synthetische Theorie und Deutsche Biologie: Einführender Essay. In: Rainer Brömer, Uwe Hoßfeld, Nicolaas Rupke (Hrsg.): Evolutionsbiologie von Darwin bis heute. Verhandlungen zur Geschichte und Theorie der Biologie. Band 4, VWB-Verlag, Berlin 2000, ISBN 3-86135-382-2.
17. ↑  Uwe Hoßfeld, Thomas Junker: Anthropologie und synthetischer Darwinismus im Dritten Reich: Die Evolution der Organismen. (1943). In: Anthropologischer Anzeiger. Band 61, Nr. 1, 2003, S. 85–114.
18. ↑  etwa als Propagandaformel beim SS-Funktionär Erich Darré: „Sittlich ist, was der Arterhaltung des deutschen Volkes förderlich ist; unsittlich ist, was dem entgegensteht“. In: Zucht und Sitte. Verlag Blut und Boden, 1940.
19. ↑  Ute Deichmann: Biologists under Hitler. aus dem Deutschen übersetzt von Thomas Dunlap. Harvard University Press, 1996, ISBN 0-674-07405-X, 3.3. The Principle of Species Preservation (Arterhaltung).